# Hôtel Passart
El hôtel Passart u hôtel de Claude Passart, también llamado hôtel de Jean Bart sin que el famoso corsario haya residido allí, es una mansión privada ubicada en 4 rue Chapon en el 3 3 . de París construido en 1620 por el arquitecto Gabriel Soulignac para el financiero Claude Passart.

## Historia
El financiero Claude Passart, notario y secretario del rey, hombre de confianza de Carlos I de Lorena, compró en 1618 una casa medieval en la esquina de 2-4 rue Chapon y 115 rue du Temple y, además, un terreno al norte hacia el rue des Gravilliers e hizo construir un hotel compuesto por un edificio principal perpendicular a la rue Chapon entre el patio y el jardín, este último se extiende hasta la rue du Temple, un edificio en la rue Chapon y otro al norte del patio.
Los establos y cocheras al oeste del patio, así como la parte occidental del jardín fueron reemplazados por edificios construidos en el siglo XIX. El hotel fue utilizado e el siglo XIX para actividades industriales. Su restauración durante la década de 1990 incluyó la reconstrucción de la fachada del jardín que había sido destruida.
Está catalogado como monumento histórico por orden del 28 de febrero de 1984.

## Descripción
El edificio principal consta de 5 vanos de tres niveles. Las ventanas del primer piso están rematadas por frontones triangulares.
El ala norte, no visible desde la calle, comprende una galería de cuatro tramos sostenidos por columnas dóricas geminadas. Esta galería convertida en oficinas está cerrada por acristalamiento

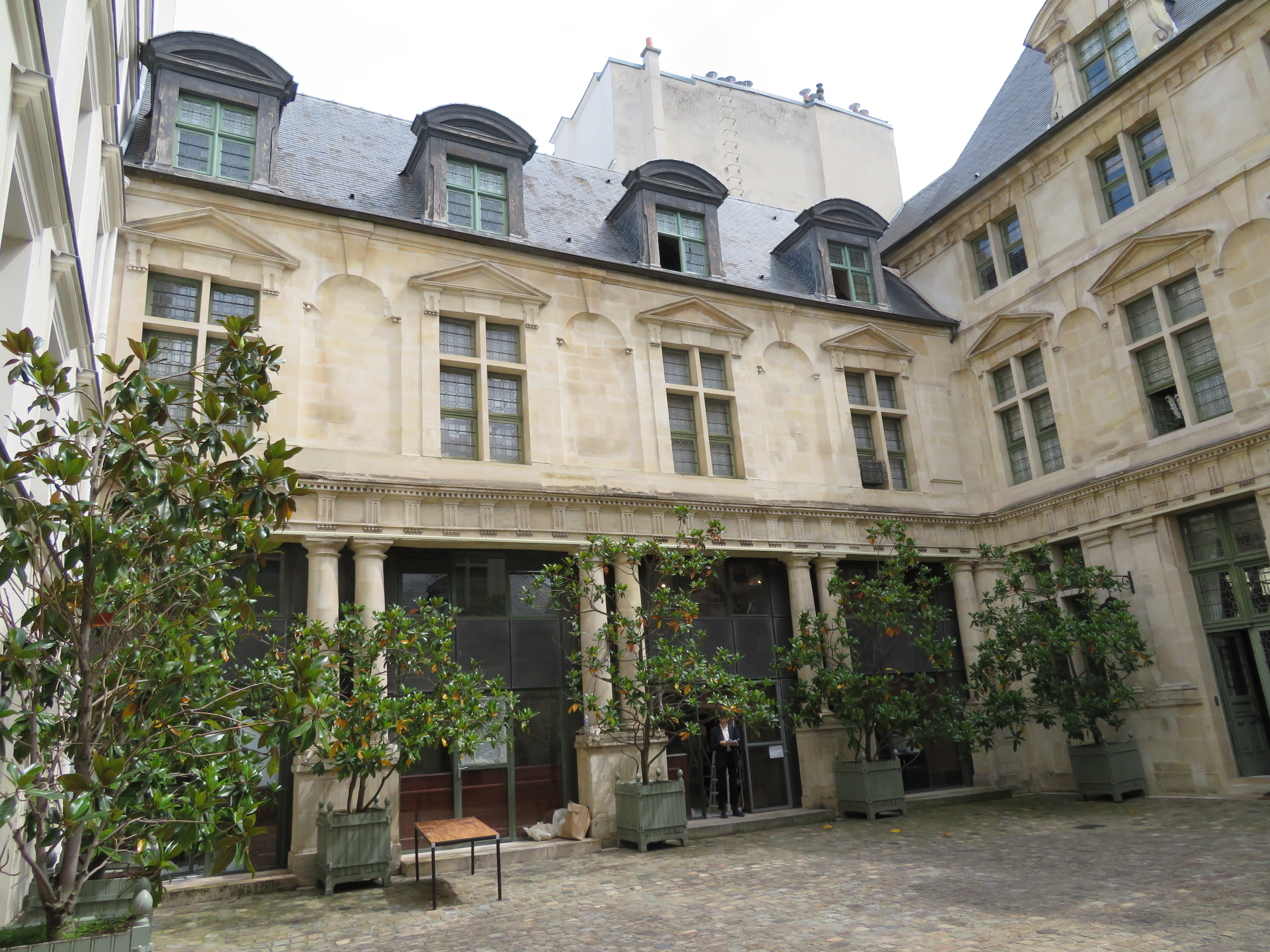
Edificio en la parte trasera del patio.
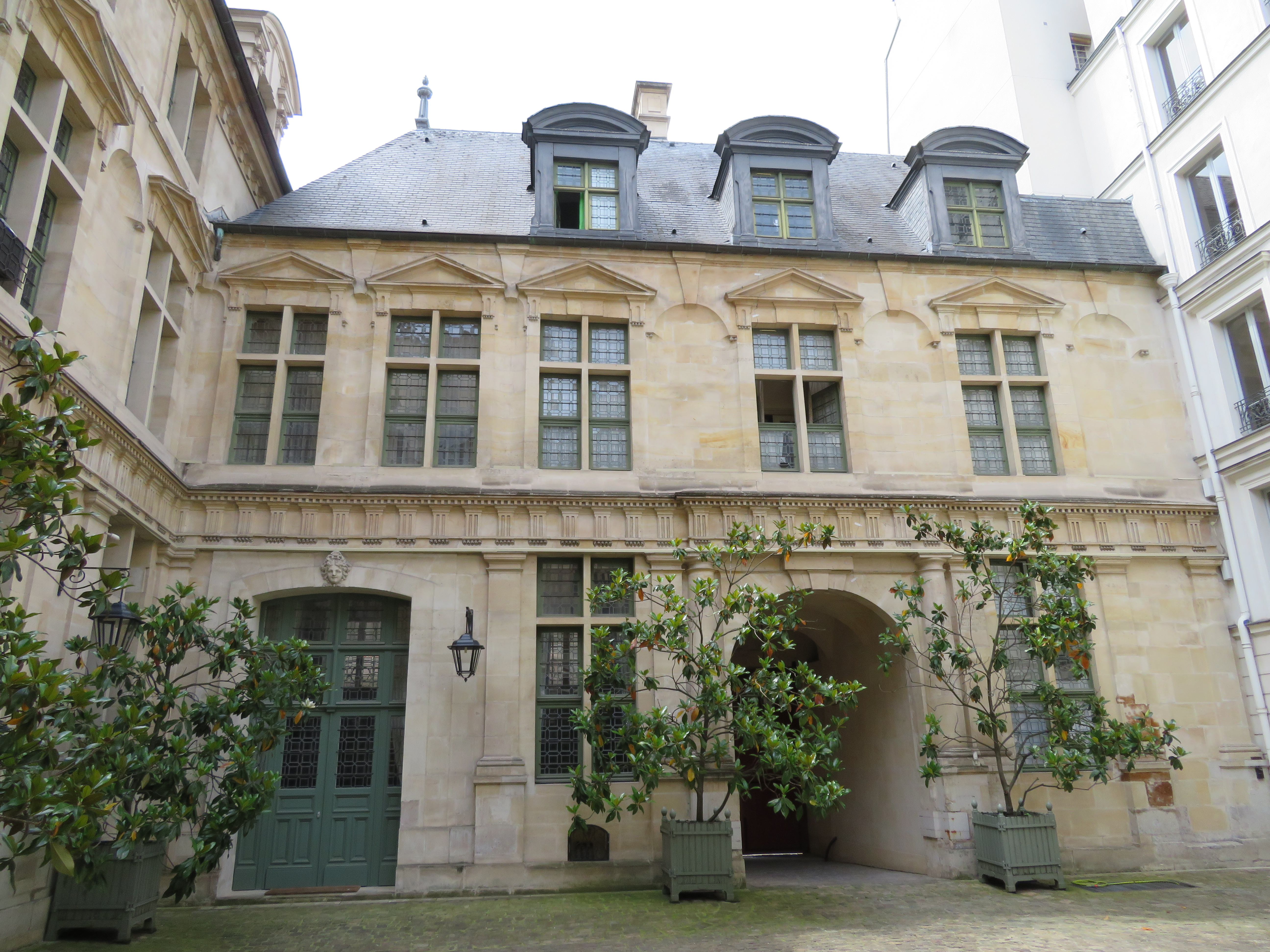
Edificio en la calle visto desde el patio.